# Kościuszki (województwo łódzkie)
Kościuszki – wieś w Polsce położona w województwie łódzkim, w powiecie bełchatowskim, w gminie Szczerców, w sołectwie Polowa-Kościuszki.
W latach 1975–1998 miejscowość administracyjnie należała do województwa piotrkowskiego.